# Военный аэродром

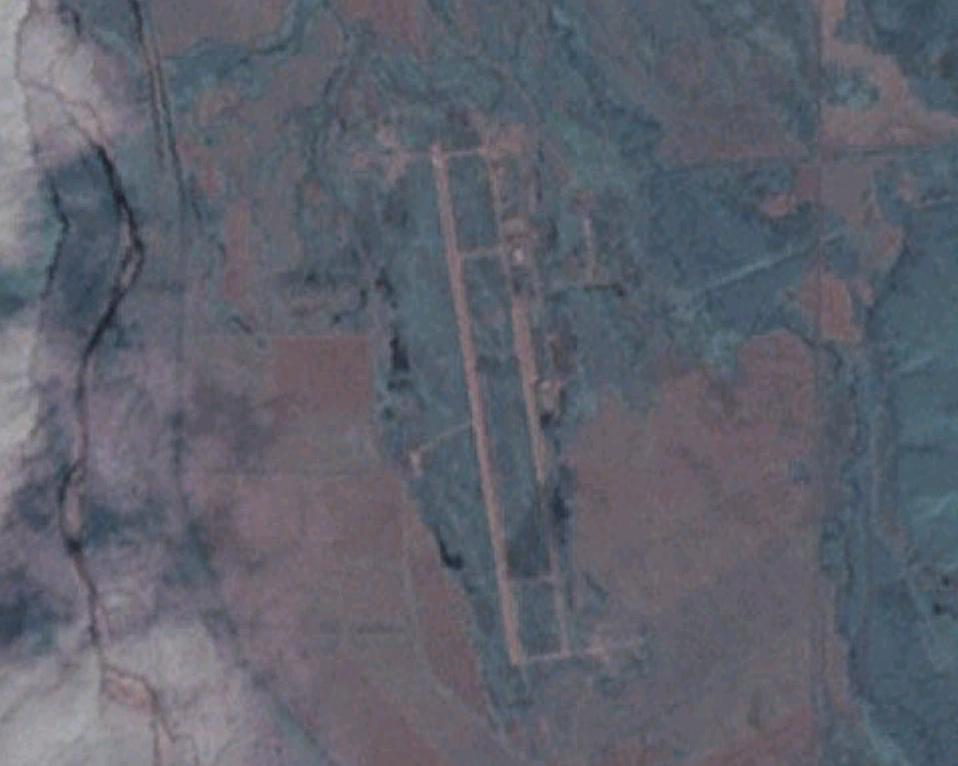
Военный аэродром сил ПВО «Соколовка» возле села Чугуевка в Приморье, спутниковый снимок.

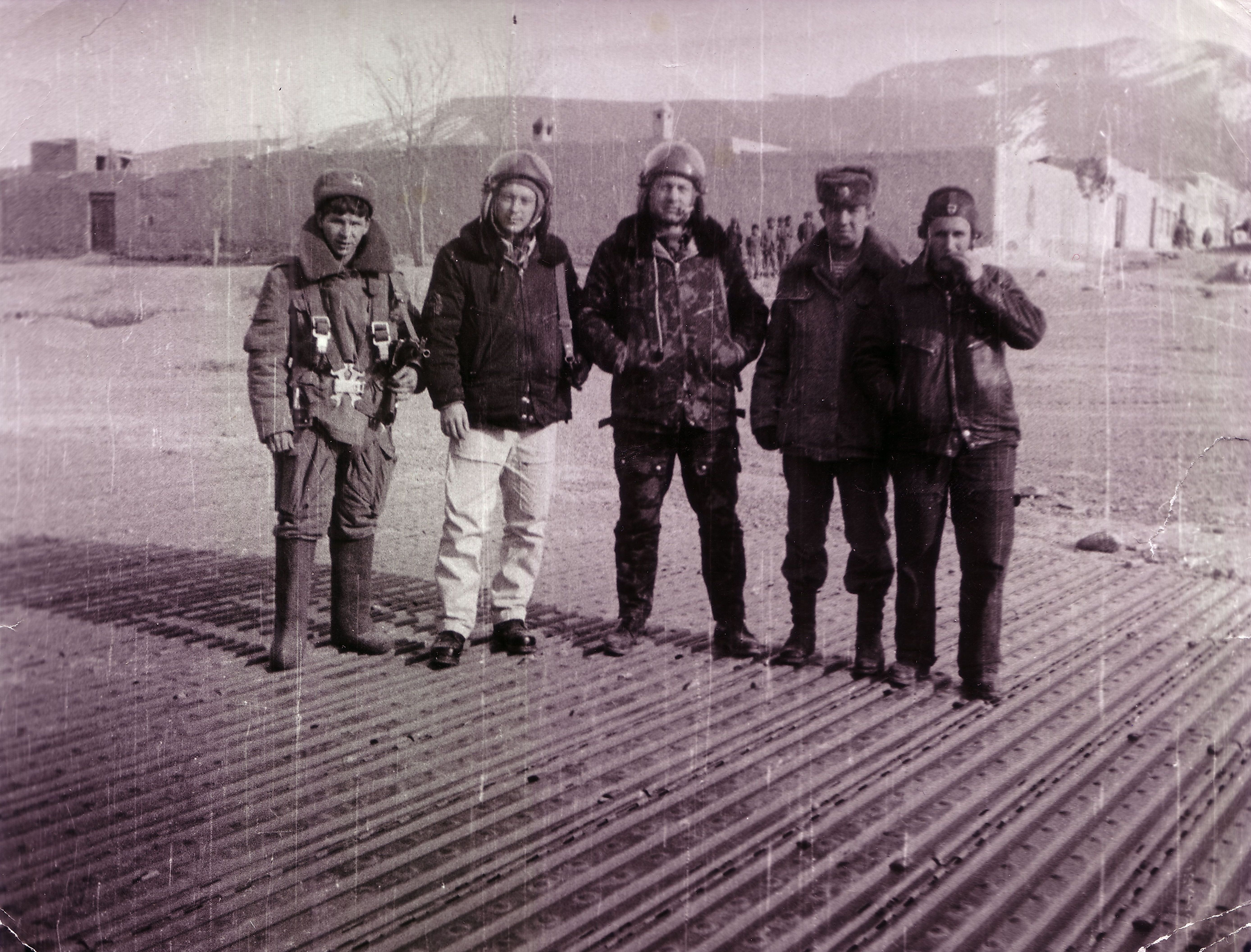
Военный аэродром ОКСВА ВС СССР, ДРА, взлётно-посадочная полоса Бараки-Бараки, 1987 год, следует обратить внимание на покрытие из железных полос.

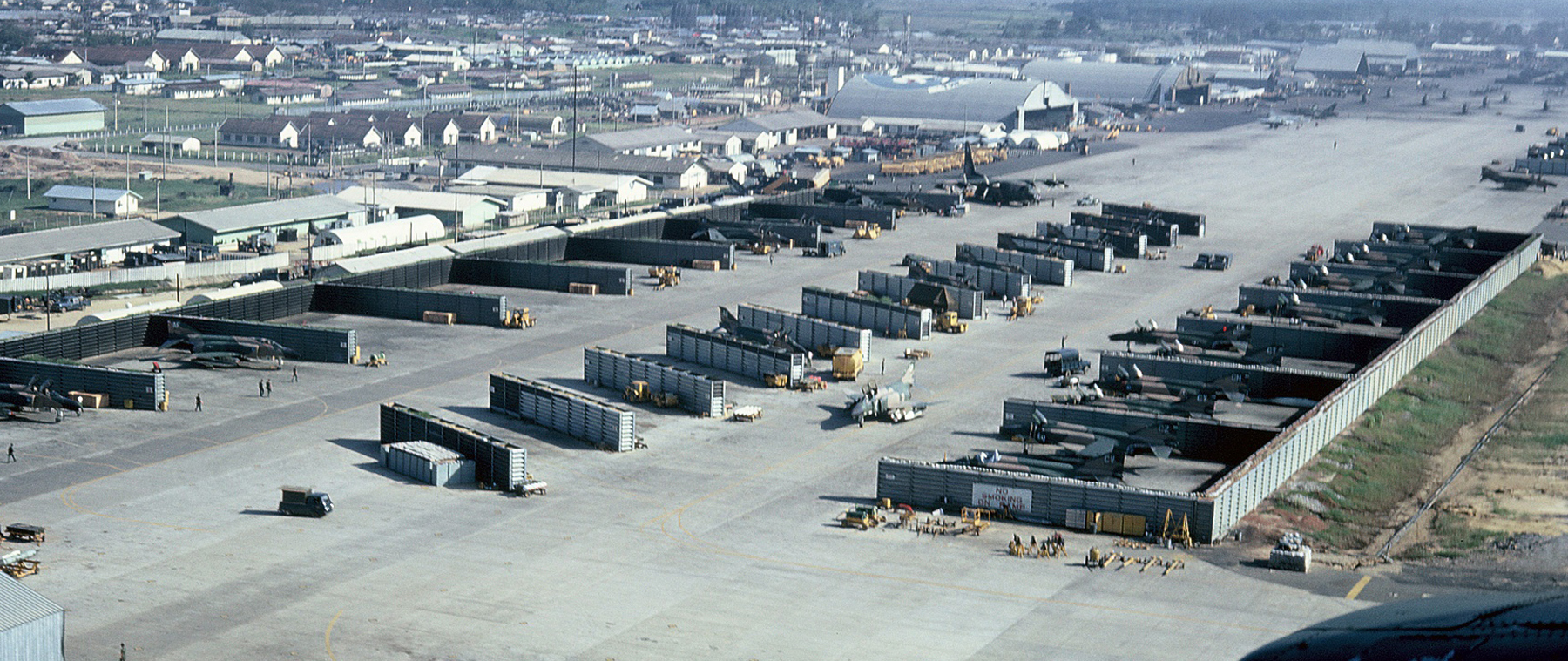
Авиационная база (военный аэродром) США «Дананг» во Вьетнаме, 1960 год. Стоянки самолетов разделены защитными сооружениями от обстрелов.

Военный аэродром — в современной терминологии это аэродромный комплекс, включающий стационарную взлётно-посадочную полосу (ВПП), сеть рулёжных дорожек и защищённые места стоянок самолётов — земляные обвалования (капониры) или крытые арочные железобетонные укрытия, а также инфраструктуру аэродромного, боевого, инженерно-технического, материально-тылового обеспечения повседневной жизнедеятельности и перспективных боевых действий дислоцируемой авиации и профильных воинских частей по их прямому предназначению.
Абсолютное большинство военных аэродромов ориентированы в первую очередь на эксплуатацию боевой авиационной техники. Аэродромный комплекс, помимо типовых структур по размещению и обслуживанию ВС, также включает наземные и подземные хранилища боеприпасов, различные технические территории и специальные площадки, иногда занимающие весьма значительную территорию аэродрома. Склады длительного хранения авиационных средств поражения (АСП) обычно не строят в непосредственной близости от аэродрома, ввиду их потенциальной опасности.
Также есть военные аэродромы, в которых приоритетной задачей являются грузопассажирские перевозки (например, аэродром Чкаловский в Московской обл.). Порядок перевозки пассажиров военно-транспортными и пассажирскими самолётами Минобороны кардинально отличается от принятого в гражданских авиакомпаниях.
Большинство военных аэродромов имеют ВПП с искусственным покрытием (бетон, армированный бетон (армобетон), асфальтобетон, реже — сборное металлическое листовое покрытие, что обеспечивает их всесезонную эксплуатацию. Некоторые военные аэродромы имеют грунтовые ВПП (как правило, такие аэродромы используются для учебно-тренировочных целей или для базирования вертолётов).

## Классификация военных аэродромов в РФ
В зависимости от размеров ВПП и предназначения, отечественные военные аэродромы можно условно разделить на три вида:
1. Крупные (с длиной ВПП 3000 метров и более), способные принимать воздушные суда (ВС) 1-го класса — стратегические бомбардировщики (Ту-95, Ту-160), тяжёлые транспортные самолёты (Ан-124, Ил-76, Ан-22) с полной загрузкой, крупные пассажирские самолёты (Ту-154, Ил-62, Ил-86, Ил-96 и т. д.), и все ВС 2-4 классов.
2. Средние (с длиной ВПП 2000 — 2800 м), способные принимать ВС 2-го класса (Ан-12, Як-42, Ту-134 и т. п.), а также тяжёлые транспортные самолёты (Ил-76, Ан-22) с частичной загрузкой, и все ВС 3-4 классов.
3. Небольшие (с длиной ВПП 1200 — 1800 м), способные принимать ВС 3-го класса (Ан-24, Ан-26, Ан-72, Ан-140, Як-40 и т. п.) и 4-го класса (Ан-2, Ан-3Т, Ан-28, Ан-38, Л-410 и т. п.), а также вертолёты всех типов.

Также имеются вертодромы, предназначенные для базирования только вертолётов. ВПП такого аэродрома невелика и используется для отработки взлёта/посадки вертолёта «по-самолётному». В виде исключения такой аэродром может принимать лёгкие самолёты 4-го класса.

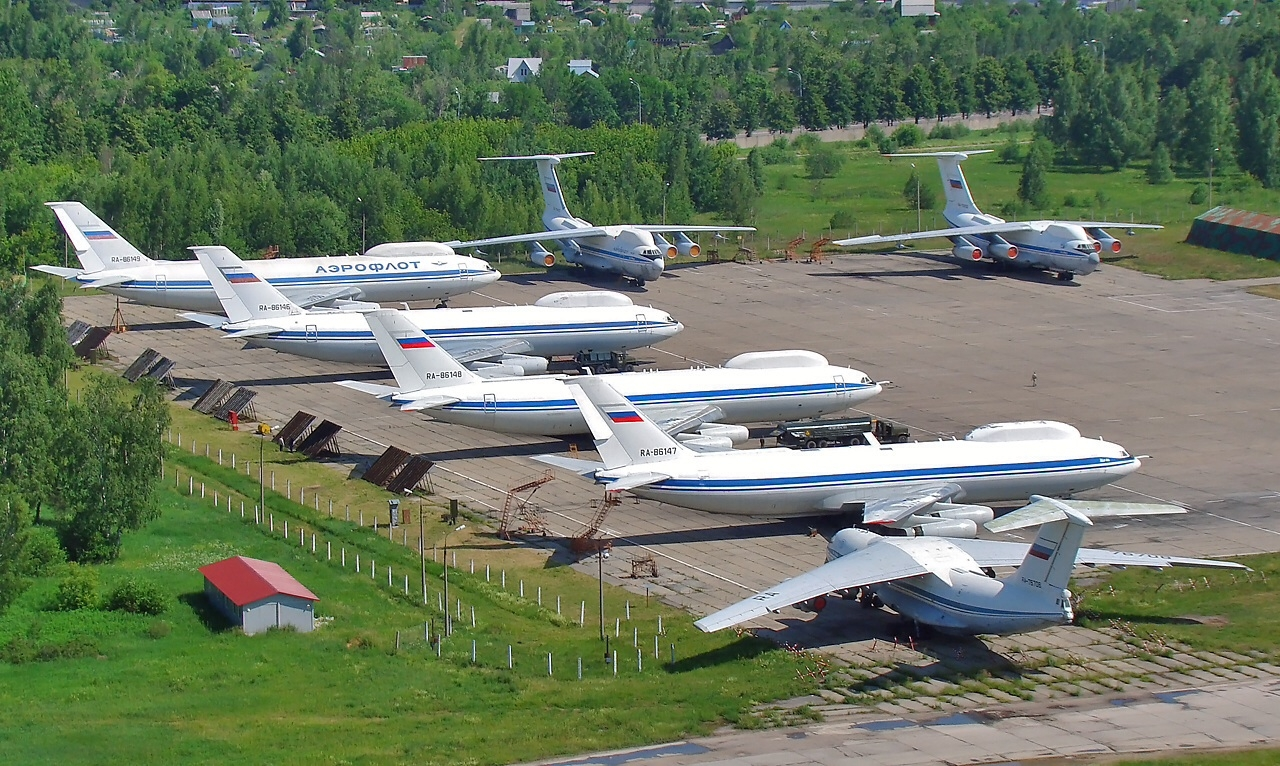
Стоянка самолётов "судного дня" Ил-86ВКП на аэродроме Чкаловский

Существует ряд аэродромов совместного базирования, на которых наряду с военной дислоцируется гражданская, ведомственная или спортивная авиация.
Отдельно стоит выделить авианесущие корабли (АвНК), способные принимать самолёты и вертолёты палубной авиации. Различают корабли одиночного или группового базирования авиации. Эксплуатация АТ на кораблях одиночного базирования осуществляется сводной группой инженерно-авиационной службы (ИАС) от части приписки воздушного судна, на кораблях группового базирования для этих целей в экипаже корабля имеется авиационная боевая часть БЧ-6.
На каждом таком корабле, как правило, имеется полётная палуба (как вариант: ВППВ — взлётно-посадочная площадка вертолёта), ангар, лифтоподъёмник, средства технического обслуживания и обеспечения, запасы топлива, ГСМ, средств поражения и т.д. На корабле во время похода базируется авиагруппа (АвГ). Постоянными местами базирования всех типов  палубной авиации являются сухопутные аэродромы берегового базирования.
Особенностью многих военных аэродромов являются рассредоточенные укрытия для летательных аппаратов: открытого типа — земляные обвалования (в горной местности - ниши или капониры с использованием рельефа), и закрытого — арочные укрытия (ЖБУ), а также рулёжные дорожки большой протяженности, проложенные ломанным маршрутом, с целью максимального снижения ущерба при авианалётах противника. Толчком к строительству таких аэродромов послужил опыт Шестидневной войны 1967 года, когда выстроенные в прямую линию на открытых стоянках самолёты легко уничтожались напалмовыми и бомбовыми кассетами при пролётах вдоль рулёжной полосы. ЖБУ строят для небольших самолётов, преимущественно фронтовой авиации, тогда как для больших бомбардировщиков, ракетоносцев, транспортных самолётов часто строят открытые стоянки с земляным обвалованием, некоторые военные аэродромы в РФ имеют общую стоянку как в аэропортах (перрон).

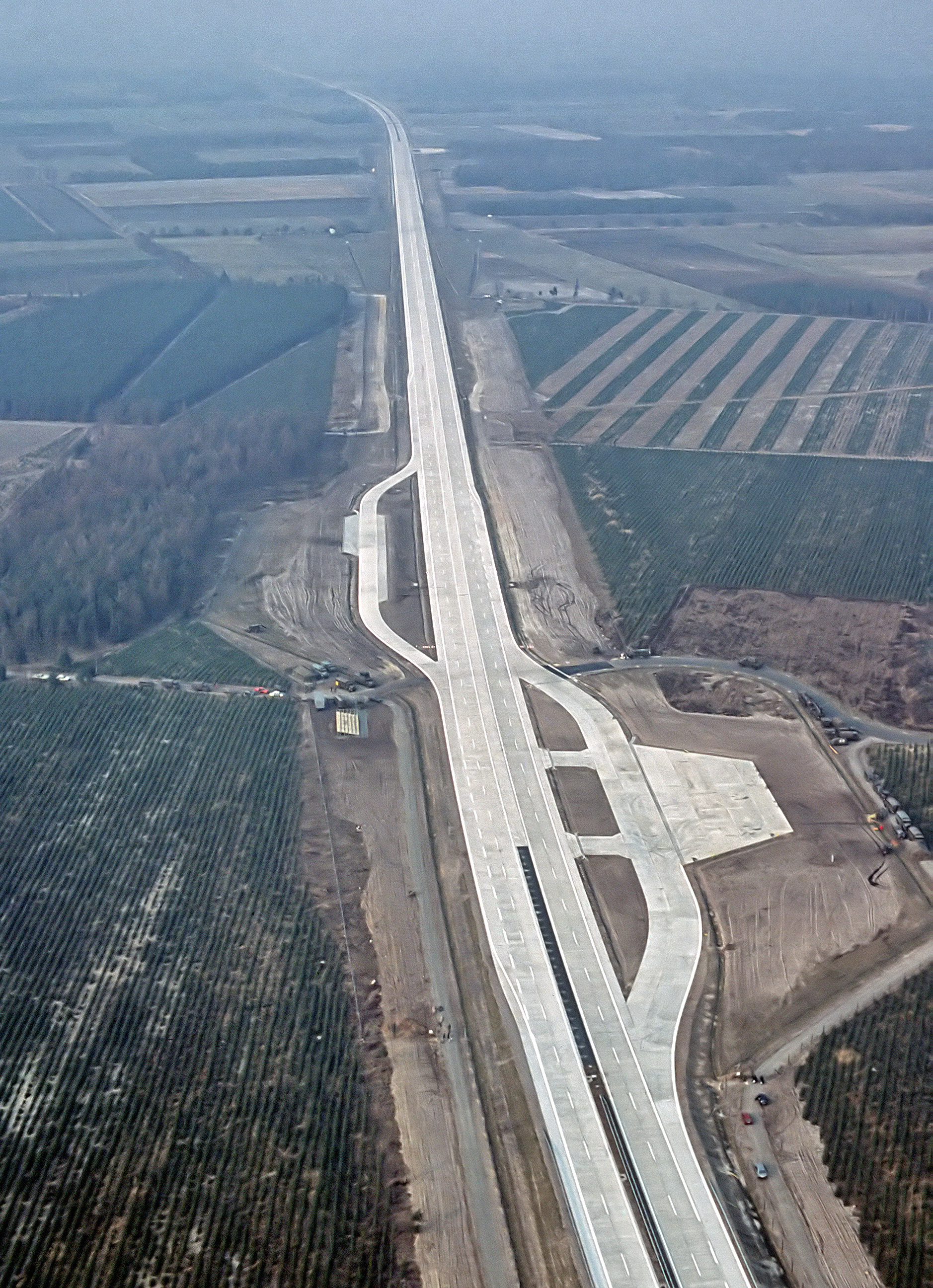
Аэродромный участок на автобане А29, Германия

В современной отечественной практике военные аэродромы различают по типам применения на:
- Базовый аэродром, или аэродром постоянного базирования, где авиационная воинская часть (-и) находится на постоянной основе (базируется). На аэродроме постоянного базирования имеется полноценная аэродромная инфраструктура. Часто недалеко от аэродрома построен военный городок для размещения личного состава, гражданского персонала и членов семей.
- Оперативный аэродром, предназначенный для непосредственного ведения боевых действий или выполнения боевых задач в мирное время. Как правило, все авиационные полки в СССР имели оперативные аэродромы.
- Аэродром рассредоточения, предназначен для временного базирования авиации при угрозе нападения на базовый аэродром, в т.ч. с применением ОМП. При СССР большинство полков имели аэродромы рассредоточения.
- Учебный аэродром предназначен для обучения курсантов полётам. Под термин учебный аэродром также попадает учебная площадка с авиационной техникой, выработавшей ресурс и не предназначенная для полётов, но использующаяся для отработки практических навыков курсантов по её технической эксплуатации.
- Запасной аэродром. При планировании любого вылета всегда определяется запасной аэродром (-ы) посадки, на случай невозможности посадки на запланированном аэродроме. В категорию запасных аэродромов военной авиации в том числе попадает часть сугубо гражданских аэропортов, по предварительному согласованию; также большие военные аэродромы служат запасными для гражданских судов.
- Промежуточный аэродром посадки. Часть аэродромов МО РФ на постоянной основе используется для дозаправки перелетающих воздушных судов различных ведомств. На таких аэродромах обычно имеется отдельная стоянка или перрон для перелетающих ВС и гостиница для экипажей.
- Аэродромный участок дороги (АУД). Резервный аэродром, предназначенный для ведения боевых действий. Представляет собой участок автомобильной дороги (автотрассы), расширенный и усиленный, с нанесённой стандартной разметкой ВПП, а также стоянками под авиационную технику и площадками для аэродромных средств РТО. АУД рассчитан только на относительно небольшие летательные аппараты (вертолёты и фронтовую авиацию). В мирное время АУД не имеют постоянного состава и не охраняются. На случай учений АУД имеют объездную дорогу.

Примечание. Назначение любого аэродрома может со временем меняться.

## Типовая структура базового аэродрома в РФ
В соответствии с выработанной годами системой, для нормального функционирования аэродрома должно имеется не менее двух основных структур обеспечения: 
- авиационно-техническая часть (АТЧ) — тыловое подразделение материального и аэродромно-технического обеспечения (авиационно-техническая база АТБ, или отдельный батальон аэродромно-технического обеспечения ОБАТО, или отдельная рота аэродромно-технического обеспечения ОРАТО, а также службы и подразделения авиационных частей, выполняющие задачи материального и аэродромно-технического обеспечения, в том числе и охрану объектов аэродрома);
- батальон связи и радиотехнического обеспечения полетов — БСиРТО (или рота связи и РТО, или радиотехнический дивизион) является ответственным за содержание и эксплуатацию радиотехнических средств (РТС) аэродрома и средств связи на аэродроме и в авиационном гарнизоне

В соответствии со ст. 689 ФАП ИАО, аэродромы постоянного базирования должны оборудоваться:
- защитными укрытиями для авиатехники и укрытиями для средств поражения;
- укрытиями для защиты личного состава от обычных средств поражения и поражающего действия ОМП;
- укрытиями для спецавтомобилей;
- позицией подготовки ВС;
- техническими зданиями АЭ;
- помещениями для хранения съёмного оборудования ВС;
- ангаром или производственной площадкой, стоянкой, лабораториями, складскими и служебными помещениями ТЭЧ;
- пунктом управления ИАС части (ПУ ИАС);
- стоянкой для прилетающих (перелетающих) ВС;
- средствами централизованной заправки топливом (ЦЗТ), зарядки сжатыми газами и снабжения электроэнергией;
- помещениями для техпозиции специальной инженерной службы (СИС, или РТБ, или АвБ ПЛВ) — хранилищами для ракет, авиационных мин и торпед;
- помещениями для приема пищи, отдыха и помещениями для помывки личного состава, участвующего в подготовке АТ и обеспечении полетов;
- помещениями для переодевания, хранения и сушки высотного, летного и технического обмундирования;
- помещениями для хранения, укладки и сушки спасательных и тормозных парашютов;
- тиром для горячей пристрелки оружия;
- площадками для выполнения юстировки, калибровки, проверки работоспособности прицельных станций, а также для списания девиации магнитных компасов и радиокомпасов;
- площадками для специальной обработки АТ;
- площадкой для проверки состояния оружия после полетов на боевое применение;
- площадками для опробования двигателей;
- устройствами, предотвращающими несанкционированный взлет ВС;
- средствами аэродромной связи и РТО;

Статья 690. Количество сооружений для обеспечения эксплуатации АТ зависит от условий базирования, решаемых задач и типа АТ, находящейся на вооружении части, а также штата ВС базирующейся части.

## Зенитное прикрытие аэродрома
Для предотвращения воздушного нападения военные аэродромы часто прикрываются силами ПВО. Ранее для этой цели применялась ствольная артиллерия, затем вблизи аэродромов стали размещать зенитно-ракетные дивизионы. С появлением зенитных ракет большой дальности надобность размещения стартовых площадок ракет в непосредственной близости от аэродрома отпала.

## Охрана военного аэродрома.
Все военные аэродромы являются режимными охраняемыми объектами с ограниченным доступом, на всех въездах и въездах обычно установлены стационарные контрольно-пропускные пункты с вооружённой личным оружием дежурной службой. В СССР/РФ вся действующая территория и объекты военного аэродрома поделена на охраняемые зоны. Зоны охраны распределены между авиационными и др. подразделениями, от которых ежедневно назначается наряд и караул. Охрана несётся непрерывно и круглосуточно методом патрулирования (контрольных обходов территории) вооружённой дежурной службой — караульными в нерабочее время и (или) дежурными по стоянкам подразделений (ДСП) при работах на аэродроме. Караул подчиняется начальнику караула. ДСП подчиняются дежурному по стоянкам части (ДСЧ).
При выполнении любых видов работ на аэродроме производится полное или частичное вскрытие стоянок и объектов, с документальной приёмо-передачей воздушных судов и объектов под ответственность должностных лиц ИТС. В рабочее время за сохранность ВС на стоянках, оборудования и имущества отвечают лица инженерно-технического состава, за которым они закреплены.
При производстве полётов или приёме/выпуске перелетающих ВС дополнительно выставляется т.н. оцепление лётного поля — охрана ВПП и МРД от проникновения посторонних лиц, транспортных средств или животных, что может привести к возникновении аварийной ситуации.
Для предотвращения несанкционированного взлёта ВС (угона) на военных аэродромах все зоны охраны разделяются воротами или шлагбаумами, которые перегораживают рулёжные дорожки, и лентами с шипами. В случае попытки угона ВС подаётся команда «Капкан», по которой дежурной службой выполняется ряд мероприятий по предотвращению выруливания летательного аппарата на ВПП, в том числе, в качестве крайней меры, разрешено открытие огня из стрелкового оружия по кабине воздушного судна.

## Термин «авиабаза» в РФ
В 2000-е годы в качестве разговорного синонима термина «военный аэродром» в российских средствах массовой информации , а также в пресс-релизах Минобороны России стал употребляться термин «авиабаза», заимствованный из английского языка (en:Airbase). Однако в военной системе, принятой в СССР/РФ термин «Авиационная база» имел совсем другое смысловое значение и обозначал структурное подразделение тылового и материально-технического обеспечения крупного авиационного гарнизона, как правило, отдельную номерную воинскую часть. В соответствии с объемом решаемых задач, авиабазы были 1-го и 2-го разрядов.
Но в 2008-2009 гг в военной авиации РФ было проведено очередное реформирование штатной структуры, которое заключалось в слиянии авиационной лётной части (-ей), базирующейся на аэродроме, с остальными воинскими частями тылового и технического обеспечения аэродрома. Такая объединенная структура получила официальное название «авиабаза» (сокр. АвБ) и собственный номер, как пример — 6950-я АвБ дальней авиации на аэродроме Энгельс-1,  7060-я АвБ морской авиации на аэр. Елизово, 575-я АвБ армейской авиации на аэр. Черниговка. Условное наименование для такого формирования (в/ч 00000) обычно передавалось не от авиационного полка, а от дислоцируемого в гарнизоне тылового подразделения — авиационно-технической базы, что связано с тем, что АТехБ имеет в своём составе финансово-довольствующий орган (финслужбу) и лицевой счёт в банке. Однако, опыт формирования таких авиабаз показал, что бывшая ранее в авиации полковая структура более эффективна, поэтому начиная с 2014 года значительная часть авиабаз, как самостоятельных воинских частей, была расформирована, и в авиационные гарнизоны вернули старую полковую структуру. Там, где до уровня авиационного полка на аэродроме не хватало штатной авиационной техники, были сформированы т.н. «авиагруппы», по сути представляющие собой отдельные авиационные эскадрильи со структурами обеспечения и обслуживания, с базированием на собственном аэродроме.

## Военные аэродромы в мире

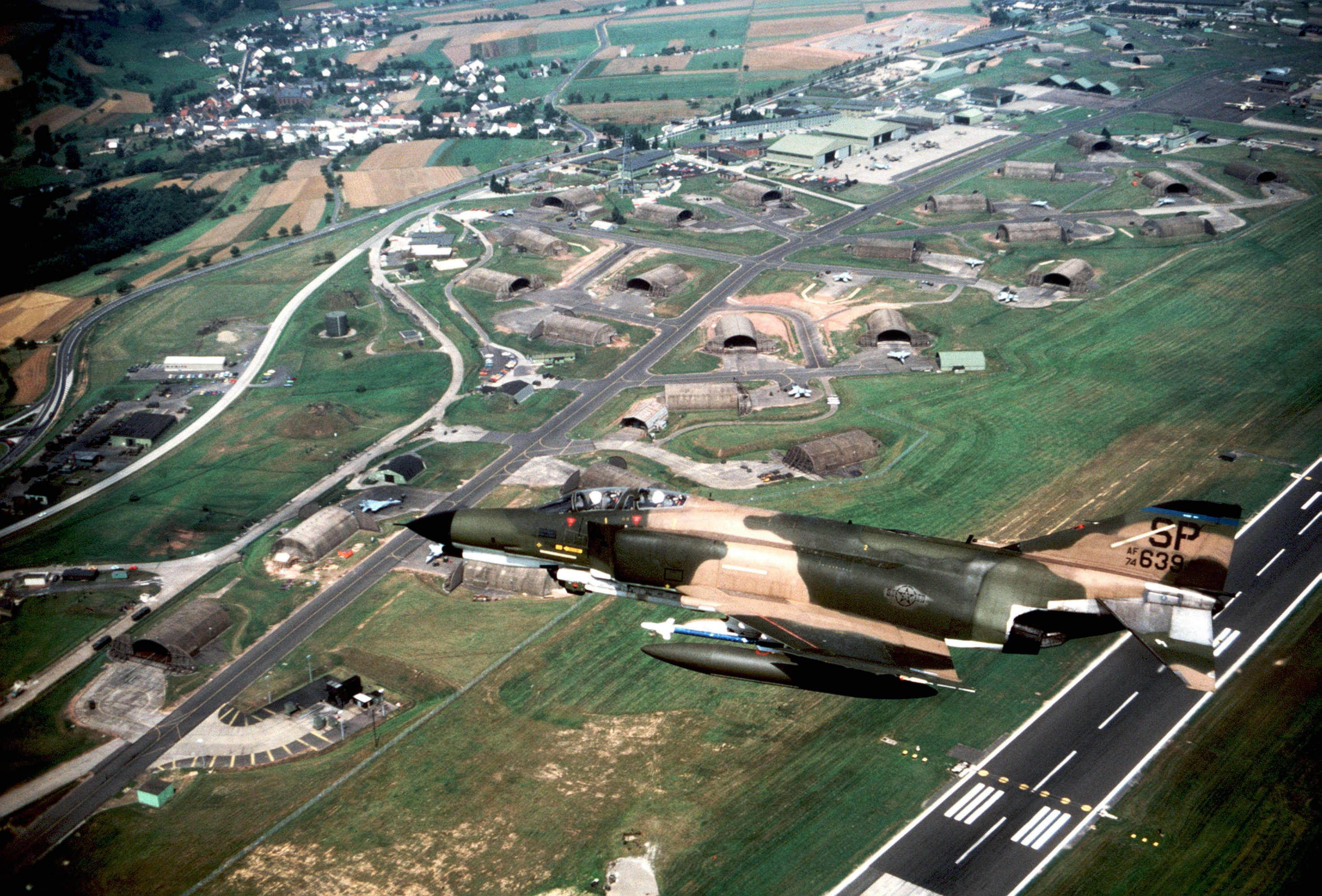
Военный аэродром (авиабаза НАТО) Spangdahlem, Германия

За пределами РФ и стран постсоветского пространства структура и назначение военных аэродромов в принципе аналогичная.
Для защиты самолётов от вражеских атак используются рассредоточенные стоянки для самолётов, обвалования, укреплённые укрытия или даже подземные ангары. Впрочем, также широко применяются полуоткрытые лёгкие сооружения для защиты от атмосферного воздействия, либо вообще на аэродроме нет никаких защитных сооружений, а самолёты стоят на открытом перроне.
Другие объекты военного аэродрома могут включать в себя технические здания для обслуживания и поддержки оборудования, лётные тренажёры, помещения для обслуживания всех систем самолёта и связанные с ними системы наземного обслуживания (в том числе специальный аэродромный транспорт). На всех военных авиабазах есть здания для военной администрации, а на более крупных базах также есть медицинские учреждения для военнослужащих (а иногда и для членов их семей), а также столовые, жилые помещения, места для отдыха (например — клуб для общения), магазины, а также разные спортивные сооружения. Авиабазу могут защищать зенитные орудия и войска охраны.
Также в некоторых странах имеются специализированные аэродромы рассредоточения на случай военного конфликта. Такие аэродромы могут быть вспомогательными военными аэродромами, гражданскими аэропортами или взлётно-посадочными полосами. Примерами использования рассредоточенных баз являются шведские Bas 60 и Bas 90, британские рассредоточенные базы V-Bomber и рассредоточенные оперативные базы НАТО во Франции. Также в ряде стран для рассредоточения авиатехники применяются аэродромы на автотрассах (аэродромный участок дороги). Страны, которые используют эту стратегию — это Индия,  Швеция, Финляндия, Германия (ранее), Сингапур, Швейцария, Южная Корея, Турция, Польша, Пакистан и Чехия.

## Термин «авиабаза» в странах НАТО
В американском английском применяется стилизованное (слитное) написание слов «air base» — воздушная база. Также применяется следующая терминология: военная авиабаза, военный аэродром, военный аэропорт, военно-воздушная база, база военно-воздушных сил, авиационная станция или военно-морская авиастанция (два последние термина используются в военно-морском флоте США).
При всём этом термин «авиабаза» в большинстве случаев не является синонимом термина «военный аэродром», так как обозначает военный авиационный гарнизон в целом, куда структурно также входит и военный аэродром. Причём собственное название авиабазы (авиастанции) может не совпадать с собственным названием военного аэродрома (например авиабаза КМП «Мирамар» и её аэродром — Митчер-Филд).
В большинстве случаев на авиабазе дислоцируется несколько (до десятка и более) авиационных подразделений, включающих как лётные, так и структуры обеспечения.

## Интересные факты
- Лётчики-истребители 2ВА первыми в мире[источник?], в авиационной практике, массово, использовали шоссейную дорогу для взлёта и посадки. Первое испытание необычного аэродрома А. И. Покрышкин произвёл лично[2]. В настоящее время на некоторых федеральных автодорогах имеются специализированные участки, рассчитанные на применение авиацией и имеющие аэродромную разметку (т.н. АУД - аэродромный участок дороги).
- Известны случаи, когда ВПП военных аэродромов строились из кирпича (в некоторых регионах СССР в годы Великой Отечественной войны), на Курилах (в годы японской оккупации).

Ни бетон, ни металлические плиты, которые использовались для сооружения взлетно-посадочных полос на аэродромах в европейской части страны, на Курилах не выдерживали испытаний: деформировались. Японцы нашли оригинальное решение проблемы. Они сооружали деревянные взлетно-посадочные полосы и рулежные дорожки без единого железного гвоздя. Оказалось, что это очень практично, особенно зимой, когда неизбежны температурные колебания.— С. А. Красовский, «Жизнь в авиации»
- Иногда создавались закрытые стоянки для самолётов (капониры), оборудованные внутри горных массивов.

На другом острове Курильской гряды мы увидели более крупный аэродром, с несколькими полосами. В центре его высилась гора, которую опоясывала рулежная дорожка. У подножия горы японцы соорудили капониры, куда и закатывали самолёты на случай атаки аэродрома или стихийного бедствия. Входы в капониры ограждали подвижные (на роликах) металлические плиты — тоже мера предосторожности. Все это было очень искусно замаскировано под цвет окружающей местности.— С. А. Красовский, «Жизнь в авиации»

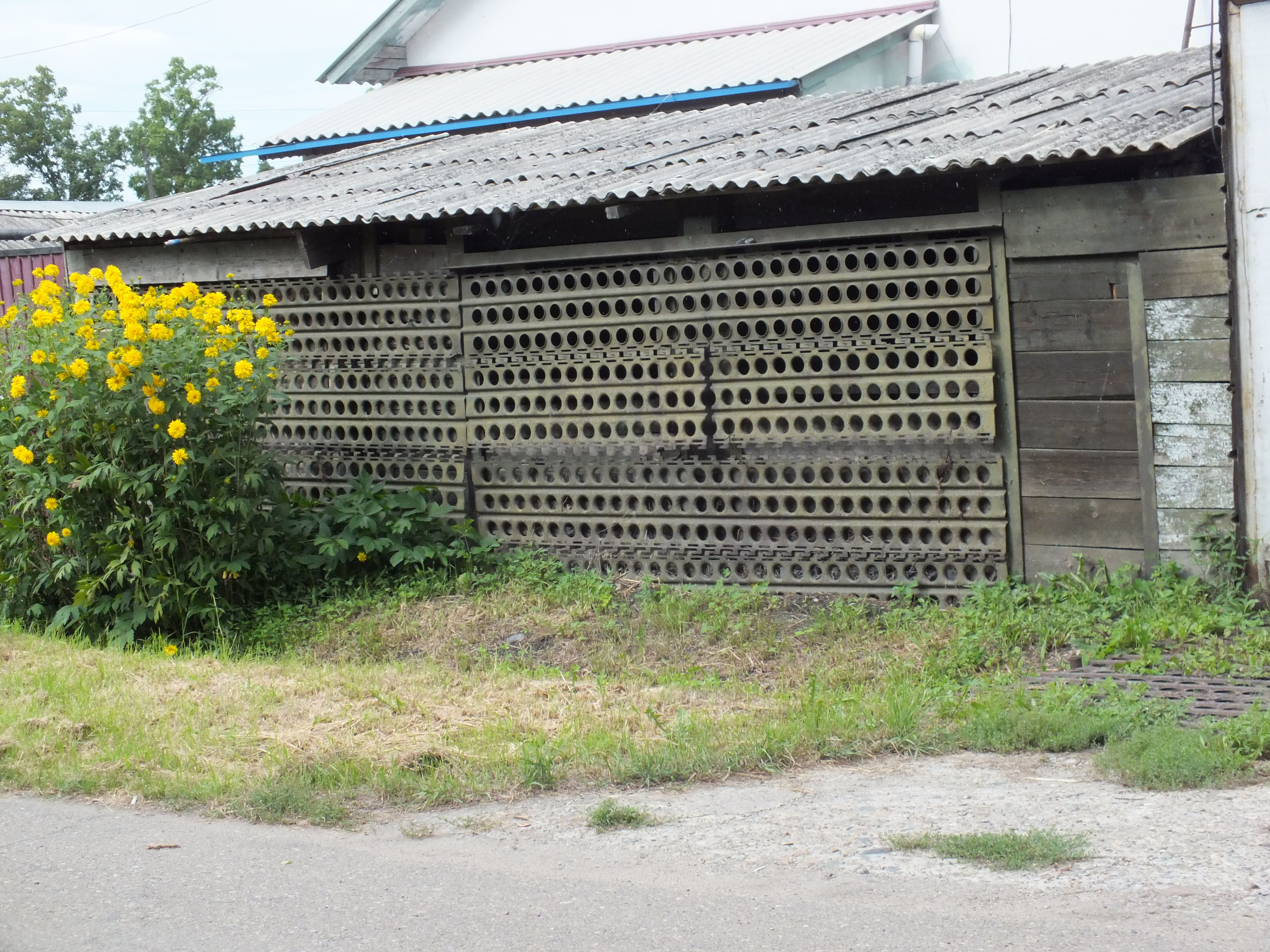
Забор из металлических плит, применявшихся в качестве покрытия на военных аэродромах.

- В годы Второй мировой войны и послевоенные годы взлётно-посадочные полосы покрывали металлическими перфорированными пластинами, соединявшимися друг с другом. С развитием реактивной авиации от такого лёгкого покрытия пришлось отказаться. Применение отслужившему аэродромному покрытию нашли жители частных домов — стали строить из него заборы.